# マリア・クリスティーナ・フォン・エスターライヒ (1574-1621)
マリア・クリスティーナ・フォン・エスターライヒ＝シュタイアーマルク（Maria Christina von Österreich-Steiermark、1574年11月10日 - 1621年4月6日）は、トランシルヴァニア公バートリ・ジグモンドの妃。ハンガリー語名はマーリア・クリスティエルナ・オストラーク・フェヘルツェグネ（Mária Krisztierna osztrák főhercegnő）。

## 生涯
オーストリア大公カール2世と妃マリア・アンナの間の次女として、グラーツで生まれた。1595年、シグモンドと結婚したが、1599年4月に彼はマリアと離婚した。マリアはオーストリアへ戻り、同年8月にローマ教皇クレメンス8世によって結婚は無効とされた。1607年、マリアはハル・イン・ティロル（Hall in Tirol）のイエズス会修道院へ入り、1621年に死去した。